# لوني شيلتون
لوني شيلتون (بالإنجليزية: Lonnie Shelton)‏ مواليد 19 أكتوبر 1955 في بيكرسفيلد، هو لاعب كرة سلة أمريكي معتزل. بدأ مسيرته الاحترافية في سنة 1976. تم اختياره من قبل فريق نيويورك نيكس خلال الدرافت. حمل الرقم 8. يبلغ طوله 6 قدم 8 بوصة (2.0 م). لعب كرة السلة الجامعية في جامعة ولاية أوريغون. اعتزل اللعب في 1986. فاز بلقب دوري إن بي إيه.

## المسيرة الاحترافية
لعب مع نيويورك نيكس من سنة 1976 إلى 1978، ثم لعب مع سياتل سوبرسونيكس من سنة 1978 إلى 1983، ثم لعب مع كليفلاند كافالييرز من سنة 1983 إلى 1986.

## روابط خارجية
- لوني شيلتون على موقع إن بي أي (الإنجليزية)
- لوني شيلتون على موقع سبورتس رفرنس (الإنجليزية)
- لوني شيلتون على موقع كلية كرة السلة في سبورتس رفرنس.كوم (الإنجليزية)
- لوني شيلتون على موقع ريلجم (الإنجليزية)
- لوني شيلتون على موقع بروبوليرز (الإنجليزية)